# Henri Fontenille
Pour les articles homonymes, voir Fontenille.
Henri Fontenille est un dramaturge et artiste français du XXe siècle.

## Œuvres
- Le Catchapapa, comédie en 1 acte
- Le Château de la tour maudite, drame en 3 actes
- Didi, comédie en 3 actes
- L’école des vacances, comédie en 3 actes
- La Fiancée lointaine, drame en 3 actes
- Fleurs de poivre, comédie en 1 acte
- La Guerre des dames, comédie en 3 actes
- La mule noire, comédie-farce
- Pepita ou Cinq cents francs de bonheur, comédie en 3 actes créée en août 1950 au Théâtre de la Huchette, par Jacqueline Maillan, Pierre Mondy, Maurice Chevit, Jacques Jouanneau
- Val d'enfer, drame en 3 actes